# Nadearne (Severînivka), Sumî
Nadearne (în ucraineană Над'ярне) este un sat în comuna Severînivka din raionul Sumî, regiunea Sumî, Ucraina.

## Demografie
Componența lingvistică a localității Nadearne
     Ucraineană (100%)
Conform recensământului din 2001, toată populația localității Nadearne era vorbitoare de ucraineană (100%).